# 주한 리투아니아 대사관
주한 리투아니아 대사관(리투아니아어: Lietuvos ambasada Korėjos Respublikoje)은 대한민국 서울특별시 종로구 세종로 1 교보생명빌딩 11층에 위치하고 있는 리투아니아 대사관이다. 현직 주한 리투아니아 대사는 리카르다스 슬리파비시우스이다. 이 공관에서는 몽골, 필리핀과 관련된 외교 임무를 겸임하고 있다.

## 역사
대한민국과 리투아니아는 리투아니아가 소련으로부터 독립한 직후인 1991년 10월 14일에 대사급 외교 관계를 맺었으나, 양국간 외교 관계 및 수요가 적어 상주 공관은 마련되지 않았다. 리투아니아는 수교 이래로 주중국 리투아니아 대사관이 대한민국을 겸임해 왔다. 2021년 9월 1일에 주한 리투아니아 대사관이 개관할 예정이었으나, 예상보다 늦은 10월 26일부터 주한 리투아니아 대사관의 업무가 시작되었다고 한다. 다만, 공식 개관은 2021년 말(11월~12월)이다. 대한민국 측에서는 수교 이후에 한동안 주폴란드 대한민국 대사관에서 리투아니아를 겸임해 오다가, 2024년 10월에 주리투아니아 대한민국 대사관을 정식 개설했다.
2021년 11월에 리투아니아 정부가 주리투아니아 대만 대표처 설립을 승인하여 중화인민공화국과 리투아니아 간의 외교 관계가 크게 경색된 국면과 무관치 않아 보인다. 중화인민공화국 외교부는 같은 해 11월에 공개된 공식 성명을 통해 "리투아니아 정부가 대만 당국의 소위 '주리투아니아 대만 대표처' 설립을 허가하여 하나의 중국 원칙을 위반하고 중국에 대한 내정 간섭을 자행한 것에 대한 대응 차원에서 리투아니아와의 외교 관계를 임시대리대사급으로 격하한다."고 결정했다. 이에 따라 같은 해 12월에 베이징에 있던 주중국 리투아니아 대사관 직원들이 안전 문제로 인하여 전부 철수했고, 주중국 리투아니아 대사관도 원격 운영으로 전환했다.
개관 이후 대사관 공식 페이스북에 대사관의 활동이 매우 자세하게 업로드되고 있다. 특히 2022년부터 시작된 러시아의 우크라이나 침공과 관련하여 우크라이나에 대한 리투아니아 정부의 강한 지지 의사도 같이 드러난다. 아울러 리투아니아를 끝으로 발트 3국이 모두 대한민국에 대사관을 두게 되었다.

## 같이 보기
관련 항목
- 대한민국-리투아니아 관계
- 주리투아니아 대한민국 대사관
- 리투아니아의 재외공관 목록
- 대한민국 주재 외국공관 목록

교보생명보험 빌딩 관련
- 주한 호주 대사관
- 주한 오스트리아 대사관
- 주한 핀란드 대사관
- 주한 콜롬비아 대사관